# 威廉·列維
威廉·列維（William Levy，1980年8月29日—）是美國的一位演員。他是一位古巴裔美國人，並且也曾是一位模特。他的外祖父是猶太人。